# Кістки (7 сезон)
Прем'єра сьомого сезону американського телесеріалу "Кістки" відбулася 3 листопада 2011 року, а завершилася 14 травня 2012 року на телеканалі "Фокс". Шоу зберегло попередній часовий інтервал, виходячи в ефір по четвергах о 21:00 за східним часом у першій половині сезону. Серіал почав виходити в ефір по понеділках о 20:00, після повернення 2 квітня 2012 року.  Сезон  скорочено до 13 епізодів, через вагітність Емілі Дешанель.  Фокс замовив додаткові чотири епізоди, які були створені протягом сьомого сезону, але вийшли в ефір протягом першої частини восьмого сезону. 

## В ролях
Основна стаття: Список персонажів телесеріалу «Кістки»

### Основний склад
- Емілі Дешанель - доктор Темперанс "Кістка" Бреннан.
- Девід Бореаназ - спеціальний агент ФБР Сілі Бут.
- Мікаела Конлін - Енджела Монтенегро.
- Тамара Тейлор - доктора Камілли Сароян.
- Ті Джей Тайн - доктор Джек Годжинс.
- Джон Френсіс Дейлі - доктор Ленса Світс.

### Другорядний склад
- Патрісія Белчер - Керолайн Джуліан
- Ендрю Лідс - Крістофер Пелант ,
- Тіна Марджоріно - спеціальний агент Женев'єв Шоу
- Раян О'Ніл - Макс Кінан.
- Рід Даймонд — Хейс Флінн, спецагент ФБР
- Тай Паніц - Паркер Бут.
- Тіффані Хайнс - Мішель Велтон
- Біллі Гіббонс - батько Енджели
- Ральф Уейт - Хенк Бут, дід Сілі

### Інтерни
- Юджин Берд - доктор Кларк Едісон.
- Майкл Грант Террі - Венделл Брей
- Карла Галло - Дейзі Вік
- Джоел Девід Мур - Колін Фішер
- Пей Вахдат - Арасту Вазірі
- Люк Клейнтак - Фінн Ебернаті

## Епізоди
| № серії (загалом) | № серії (в сезоні) | Назва серії                                                       | Режисер(и)     | Сценарист(и)                | Оригінальна дата показу | Код серії | Глядачів |
| --- | ------------------ | ----------------------------------------------------------------- | -------------- | --------------------------- | ----------------------- | --------- | -------- |
| 130 | 1                  | «The Memories in the Shallow Grave» «Спогади в неглибокій могилі» | Ян Тойнтон     | Стефан Нейтон               | 3 листопада 2011        |           |          |
| Коли команда Джефферсона ідентифікує останки жінки, знайденої на пейнтбольному полі, вони виявляють у її файлі два звіти по зникненню. Бут і Світс допитують чоловіка жертви та дізнаються, що вона страждала від амнезії. Венделл Брей дізнається, що жертва також пережила кульове поранення, а неузгодженість у її медичній документації розкриває дивовижний злочин, пов'язаний із її вбивством. Тим часом, Бреннан і Бут намагаються пристосуватися до нового життя як пари, а також готуються до майбутніх змін у їхньому сімейному житті. |                    |                                                                   |                |                             |                         |           |          |
| 131 | 2                  | «The Hot Dog in the Competition» «Конкурс поїдання хот-догів»     | Дуайт Літтл    | Майкл Петерсон              | 10 листопада 2011       |           |          |
| Чергове вбивство наводить команду на конкурс з поїдання хот-догів, де було знайдено останки людини, за кілька днів до початку змагання, з немислимим для таких ігор грошовим призом у десять тисяч доларів. Новий інтерн Фінн, протеже Кем, хоче отримати другий шанс почати все з чистого аркуша, проте всі налаштовані скептично. Тим часом Бреннан знову підловлює Бута зненацька новиною щодо їхньої дитини. |                    |                                                                   |                |                             |                         |           |          |
| 132 | 3                  | «The Prince in the Plastic» «Принц в пластику»                    | Алекс Чапл     | Дін Лопата                  | 17 листопада 2011       |           |          |
| На цей раз знаходять останки жінки, яку ідентифікують як директора фабрики з виробництва дитячих іграшок. Генеральний директор відкриває агенту Буту та Світсу доступ до суворо захищених даних - експериментів лабораторії компанії, де виявляються нові подробиці життя жертви. Тим часом Бреннан запитує, чи стане вона гарною матір'ю для своєї дитини. |                    |                                                                   |                |                             |                         |           |          |
| 133 | 4                  | The Male in the Mail» «Чоловік на пошті»                          | Кевін Хукс     | Пет Чарльз                  | 1 грудня 2011           |           |          |
| Коли у кількох ящиках для розсилки знайдено розчленовані частини тіла співробітника компанії «Ship 'n' Print», команда розпочинає розслідування. Однак під час справи виявляється любовний трикутник за участю жертви, який лише все ускладнює. Тим часом, дідусь Бута розкриває деякі шокуючі новини, а спеціальний агент Дженні Шоу дізнається про важливість роботи в команді. |                    |                                                                   |                |                             |                         |           |          |
| 134 | 5                  | «The Twist in the Twister» «Мисливець за торнадо»                 | Жанно Шварц    | Карін Розенталь             | 8 грудня 2011           |           |          |
| Команда досліджує останки так званого «мисливця за торнадо», який, на перший погляд, помер, ідучи за торнадо. Але кадри, зроблені під час шторму, зрештою, призводять команду до впевненості в тому, що він був убитий. Тим часом Бут стає надмірно дбайливим про Бреннан як удома, так і на роботі. А позбавлені сну через немовля, Енджела і Ходжинс домовляються про те, що батько Анджели, рок-музикант, посидить з їх дитиною. |                    |                                                                   |                |                             |                         |           |          |
| 135 | 6                  | «The Crack in the Code» «Взлом коду»                              | Ян Томпсон     | Карла Кетнер                | 12 січня 2012           |           |          |
| На національній пам'ятці виявлено зашифроване повідомлення, написане людською кров'ю. Оскільки команда Джефферсона, щоб розслідувати справу, оголошує полювання на сміття, вони розуміють, що їхній технічно підкований підозрюваний залишається на крок попереду них. Тим часом Бут і Бреннан шукають ідеальний будинок для своєї нової родини. |                    |                                                                   |                |                             |                         |           |          |
| 136 | 7                  | «The Prisoner in the Pipe» «В'язень в трубі»                      | Кейт Вудс      | Джонатан Коллір             | 2 квітня 2012           |           |          |
| Останки засудженого-втікача знаходять у житловій каналізації, але при ретельному розгляді каналізаційних труб справа показує, що вбивство сталося в стінах в'язниці. Бреннан наполягає на розкритті злочину, незважаючи на прохання Бута не перенапружувати себе. Зрештою, майбутні батьки стикаються з абсолютно нетрадиційним народженням їх маленької доньки. |                    |                                                                   |                |                             |                         |           |          |
| 137 | 8                  | «The Bump in the Road» «Випуклість на дорозі»                     | Дуайт Літтл    | Кіт Фоглісонг               | 9 квітня 2012           |           |          |
| На півдорозі між двома штатами знаходять останки, розмазані дорогою. Це виявляється жінка, одержима пристрастю до купонів. Тим часом Бреннан пристосовується до першого робочого дня після народження дитини. У цей час новий мешканець лабораторії Фінн починає залицятися до доньки Кем, Мішель. Бут і Бреннан насолоджуються батьківством. |                    |                                                                   |                |                             |                         |           |          |
| 138 | 9                  | «The Don't in the Do» «Не можна робити»                           | Джанет Лін     | Жанно Шварц                 | 16 квітня 2012          |           |          |
| Коли на сміттєзвалищі знаходять труп, пофарбований у синю речовину, молодий фахівець Арасту Вазірі відкриває метод, який допомагає усунути посмертні ушкодження тіла. Це приводить команду до перукарського салону, де працював потерпілий. Тим часом Бренан почувається незвично у власному тілі після народження дитини, комплексуючи через свою фігуру. Бут розвіює її сумніви і вирішує зробити щось особливе, щоб підвищити її впевненість у собі. Він робить Бреннан незвичайний подарунок... |                    |                                                                   |                |                             |                         |           |          |
| 139 | 10                 | «The Warrior in the Wuss» «Воїн в боягузі»                        | Чад Лоу        | Дін Лопата і Майкл Петерсон | 23 квітня 2012          |           |          |
| Тіло співробітника вантажної компанії знайдено посеред лісу. Після допиту сина жертви Бут та Бреннан відвідують його секцію карате у пошуках мотиву. Повернувшись до лабораторії, Ходжинс перегинає палку із придбанням лабораторного обладнання. Син Бута, Паркер, повертається з Англії, і Бреннан переймається тим, як він відреагує на появу маленької сестрички. Паркер підносить сюрприз Буту, Бреннан та Христині. |                    |                                                                   |                |                             |                         |           |          |
| 140 | 11                 | «The Family in the Feud» «Сім'я у сварці»                         | Дуайт Літтл    | Пет Чарльз і Джанет Лін     | 30 квітня 2012          |           |          |
| Коли посередині лісу знайдено труп, команда розпочинає розслідування, що приводить їх до зв'язку жертви з двома сім'ями, які ворогували протягом майже сторіччя. Проводячи допит одного з членів сім'ї, Бут і Бреннан отримують визнання, що шокує і приводить їх до мотиву вбивства. Тим часом Бреннан намагається ухвалити непросте рішення щодо пропозиції її батька няньчити їхню грудну доньку. |                    |                                                                   |                |                             |                         |           |          |
| 141 | 12                 | «The Suit on the Set» «Костюм на знімальному майданчику»          | Єміль Левісеті | Карін Розенталь             | 7 травня 2012           |           |          |
| Бреннан і Бут вирушають до Лос-Анджелеса, щоб проконсультувати з приводу виробництва «Кістка розбрату», фільму, заснованого на останній книзі Бреннан та на роботі команди інституту Джефферсона. На знімальному майданчику Бреннан втручається в процес зйомки, коли виявляє, що мало того, що акторська гра має купу недоліків, то ще й те, що фільм повністю ігнорує науку. Після втручання Бреннан зауважує, що муляжний труп який використовували – насправді жертва вбивства. Бут та Бреннан приступають до розслідування, яке має реальні наслідки. Тим часом Сілі отримує пропозицію роботи у студії, а про минуле Кем спливає дуже делікатна інформація. |                    |                                                                   |                |                             |                         |           |          |
| 142 | 13                 | «The Past in the Present» «Минуле в теперішньому»                 | Девід Бореаназ | Карла Кетнер                | 14 травня 2012          |           |          |
| Злий геній технологій Крістофер Пелант, підозрюваний у попередній справі Бреннан та Бута, знову в суді в апеляційній інстанції. Знаючи, на що він здатний, Бут і Бреннан повідомляють судді, що він - підозрюваний у двох справах про вбивство. Згодом Сіллі та Темперанс викликані на нове місце злочину. Після ідентифікації жертви - людини, яка була другом Бреннан і була пов'язана з Пелантом, команда Джефферсона вперто шукає докази винності Крістофера. Але коли суд розглядає зібрані командою докази, ключові докази пов'язані з Бреннан, і підозра падає на неї.                                                                                     |                    |                                                                   |                |                             |                         |           |          |